# ピアノソナタ第2番 (アイヴズ)
チャールズ・アイヴズのピアノソナタ第2番「マサチューセッツ州コンコード 1840-60年」（英語：Piano Sonata No. 2, Concord, Mass., 1840-60）は、アイヴズの2番目のピアノソナタであり、アイヴズの代表作。コンコード・ソナタという愛称で知られる。

## 概要
この作品はアイヴズの実験的な気質をよく反映している。たとえば、楽譜には小節線がほとんど書かれていないし、和声も非常に斬新である。また、第2楽章では14と3/4インチの板で鍵盤を同時に押す、トーン・クラスターが使用される。
さらにこの作品では、アイヴズの引用の技術が存分に発揮されている。たとえば、ベートーヴェンの交響曲第5番の冒頭が全楽章で引用されている。アイヴズ研究家のシンクレアによるアイヴズ作品目録では、ベートーヴェンのハンマークラヴィアソナタからの引用も指摘されている。

## 作曲の経緯・初演
1911年頃から作曲をはじめ、1915年頃に完成。初版は1920年、改訂版が1947年にそれぞれ出版された。2012年に無修正1920年版がシュテファン・ドゥルリーによる校正によってDoverから再出版されたとあるが、実はこの楽譜はKALMUS STUDY SCORESのNo.901として1968年に出版されたものの修正版である。この版で弾くピアニストは多くない。
ジェームス・シンクレアによるアイヴズ作品目録によると、この作品は1938年11月28日コネティカット州コスコブにて、ジョン・カークパトリックによって初演された。さらに、それ以前にも抜粋演奏などがなされたという。ただし1939年1月20日、ニューヨークのタウンホールにおけるカークパトリックの再演が「初演」と記録されることもある。（これらのうち現存するものに、エリオット・カーターが"Modern Music"の1939年3月-4月号に寄せたレビューがある。）

## 編成
ピアノソナタは通常ピアノ独奏曲だが、このピアノソナタにはピアノ以外の楽器のパートがある。第1楽章の最後にはヴィオラのためのパートがあり（初版にはない）、第4楽章ではフルートのためのパートがある。ちなみに、第4楽章でテーマとされているヘンリー・デイヴィッド・ソローはフルートを演奏していた。
コンコード交響曲と呼ばれる、ヘンリー・ブラントによって編曲された管弦楽版・マーリン・パターソンによって編曲された吹奏楽版も存在する。

## 演奏時間
約50分。

## 曲の構成
超越主義にまつわる4つの楽章からなる。コンコード・ソナタの直前に出版された"Essays Before a Sonata"においてアイヴズは次のように述べている。「この作品は、マサチューセッツ州コンコードで半世紀以上前に興った超越主義運動の印象を描いたものです。この作品は、エマーソン、ソローの印象派風の絵画であり、オルコットのスケッチであり、スケルツォはホーソーンの奇想天外な性格を見事な描写になっていると断言できます。」
- 第1楽章 エマーソン（ラルフ・ワルド・エマーソンに因む）
- 第2楽章 ホーソーン（ナサニエル・ホーソーンに因む）
- 第3楽章 オルコッツ（エイモス・ブロンソン・オルコットとルイーザ・メイ・オルコットに因む）
- 第4楽章 ソロー（ヘンリー・デイヴィッド・ソローに因む）

## 録音
この作品は何度も録音されている。最初のものは、カークパトリックによる1945年の録音で、コロムビアレコードから1948年にリリースされた。全曲録音もアイヴズは行っているが、第3楽章と、第1・2楽章の一部のみ公開された。